# Giacomo Biffi
Giacomo Biffi (Milano, 13. lipnja 1928. − Bologna, 11. srpnja 2015.), talijanski kardinal, crkveni dužnosnik, rođen je u Milanu, na svetkovinu sv. Antuna Padovanskog, 1928. godine. Već u 22. godini života zaređen je za svećenika, a Pavao VI imenuje ga biskupom Fidene 1975. Ivan Pavao II ga 1984. godine imenuje nadbiskupom Bologne, a godinu dana kasnije, na konzistoriju, proglašava ga kardinalom. Član je Kongregacija za kler, za katoličko obrazovanje i za evangelizaciju naroda. Autor je brojnih publikacija teološkog i katehetskog karaktera: Isus iz Nazareta i dr.